# Henri Leconte
Henri Leconte, född 4 juli 1963 i Lillers, Frankrike, är en fransk vänsterhänt tidigare professionell tennisspelare.

## Tenniskarriären
Henri Leconte blev professionell spelare på ATP-touren 1980 och spelade där fram till säsongen 1996. Under karriären vann han 9 singel- och 10 dubbeltitlar på touren. Som bäst rankades han som nummer 5 i singel (september 1986) och nummer 6 i dubbel (mars 1985). Leconte vann en titel (dubbel) i Grand Slam-turneringar. Han spelade totalt in 3,440,660 US dollar i prispengar.
Som singelspelare behärskade Leconte alla typer av underlag även om han vann majoriteten (5) av singeltitlarna på grus. I Stockholm Open 1982 finalbesegrade Leconte svensken Mats Wilander med 7–6, 6–3. Leconte vann därmed sin första singeltitel på touren. Han finalbesegrade för övrigt spelare som Gene Mayer (Stuttgart 1984), Victor Pecci (Nice 1985), Miloslav Mecir (Hamburg 1986) och Andrei Medvedev (Halle 1993). Han nådde finalen i Franska öppna 1988 där han ställdes mot Mats Wilander som var i sitt livs form och säsongens blivande världsetta. Leconte förlorade finalen i tre raka set (5-7, 2-6, 1-6).
År 1984 nådde Leconte finalen i dubbel i Franska öppna tillsammans med landsmannen Yannick Noah. De vann titeln genom att i finalen besegra Pavel Složil och Tomáš Šmíd (6-4 2-6 3-6 6-3 6-2). De båda fransmännen förlorade säsongen därpå finalen i US Open.  
Henri Leconte deltog regelbundet i det franska Davis Cup-laget perioden 1982-94. Han spelade totalt 66 matcher av vilka han vann 41. Säsongen 1991 vann det franska laget cuptiteln genom finalseger över USA. Leconte besegrade i det mötet Pete Sampras med 6-4, 7-5, 6-4.

## Grand Slam-finaler, singel (1)

### Finalförluster (1)
| År   | Mästerskap    | Finalmotståndare | Setsiffror    |
| 1988 | Franska öppna | Mats Wilander    | 7-5, 6-2, 6-1 |

## ATP-titlar
- Singel
  - 1982 - Stockholm Open
  - 1984 - Stuttgart utomhus
  - 1985 - Nice, Sydney utomhus
  - 1986 - Genève, Hamburg
  - 1988 - Nice, Bryssel
  - 1993 - Halle
- Dubbel
  - 1981 - Bologna
  - 1982 - Nice, Basel, Wien
  - 1983 - Aix-En-Provence
  - 1984 - Franska öppna, Kitzbuhel, Stockholm Open
  - 1988 - Nice
  - 1993 - Indian Wells